# Dysmicoccus angustus
Dysmicoccus angustus är en insektsart som först beskrevs av Ezzat och Mcconnell 1956.  Dysmicoccus angustus ingår i släktet Dysmicoccus och familjen ullsköldlöss. Inga underarter finns listade i Catalogue of Life.